# CR COMICS
CR COMICS（シーアール・コミックス）は、日本の出版社・ジャイブが発行する漫画単行本のレーベル。同社刊『月刊コミックラッシュ』掲載作品がラインナップの大半を占めているが、山本貴嗣『エルフ・17』のようにかつて他社から刊行された作品もある。
主な単行本は同誌の掲載作品も参照。
なお、ソフトバンククリエイティブの雑誌『コミデジ+』掲載作品の単行本レーベル・コミデジコミックスとは背表紙のデザインに共通性が見られる。これは、ジャイブが設立時にブロッコリーと関係が深かった（当時、両社ともタカラ傘下であった）ことに由来すると思われる。